# Grad Prežin
Grad Prežin (nemško (Pröschin, Presing) je nekdanji grad, ki je stal na vrhu skalne vzpetine v Šentjanžu nad Štorami, jugovzhodno od Celja, nad dolino Voglajne, od katerega so ostali le še skromni ostanki.

## Zgodovina
Grad Prežin  je kmalu po 1131, vsekakor pa pred 1167, pozidal krški škof Roman I. V listinah je prvič posredno omenjen leta 1158 ko se omenja krški ministerial Herman (Hermannus de Presingen). Leta 1310 je v virih imenovan kot haws Presing. Po letu 1326 si grad ali utrdbo delijo Eberhard in Herman Prežinski ter Konrad in Ulrik Safner in Viljem Vrbovški. Leta 1340 so bili solastniki vitezi Rifniški. Do leta 1344 pa je od Safenskih in Rifniških po delih prešel v posest Celjskih grofov. Leta 1342 je Adelheid, žena Eberharda Prežinskega prodala svojo četrtino gradu, ki jo je imela kot jutrnjo, Frideriku II. Celjskemu. Leta 1344 sta Ivan in Martin Rifniška prodala celjskemu še polovico gradu. Leta 1346 pa je svoj podedovani delež na gradu Prežin prodal celjskemu še Herman Prežinski za 300 mark graških fenigov. Rodbina Prežinskih vitezov se je v službi celjskih preselila v Belo krajino in bivala v Metliki in Črnomlju, nato pa se je izselila v Avstrijo, kjer so bili leta 1545 povzdignjeni v svobodne gospode in leta 1716  postali grofje.  Grad se leta 1378 znova omenja kot vest Presing. Po letu 1441 je dal krški škof utrdbo v zajem Frideriku II. Celjskemu. Kronika grofov Celjskih pripoveduje, da so ga 1439 razdejali sami Celjani. O nekdanjem gradu praktično ni več sledu.
Na mestu nekdanjega gradu so leta 1525 zgradili cerkev sv. Janeza Krstnika, na mestu nekdanjega bergfrieda stoji cerkveni zvonik.